# مسجد عماد عقل

مسجد عماد عقل هو أحد المساجد الخمسة التي تم استهدافها من قبل الغارات الجوية الصهيونية خلال مجزرة غزة ديسمبر 2008. أدى هذا الاستهداف إلى انهيار عدة منازل ملاصقة له. ذهب ضحية استهداف المسجد خمسة شقيقات فلسطينيات تتراوح أعمارهم بين الرابعة و السابعة عشر، أسماء الشقيقات هي جواهر ودينا وسمر واكرام وتحرير و اسم أباهم هو أنور بعلوشة.